# Zu Waldeck und Pyrmont
Zu Waldeck und Pyrmont is een vorstelijke en grafelijke Duitse familie.

## Geschiedenis
De stamreeks begint met Widukind III Graf von Schwalenberg die van 1116 tot 1137 wordt vermeld. Een zoon verwierf in 1150 het slot Waldeck. In 1349 werd een nazaat verheven tot Rijksgraaf; bevestiging volgde in 1548. In 1631 werd door erfenis het graafschap Pyrmont verworven.
In 1658 trouwde Christian Ludwig graaf zu Waldeck-Eisenberg, Pyrmont en Rappoltstein (1635-1706) met Anna Elisabeth von Rappoltstein (1644-1676), erfdochter van Rappoltstein, die Rappoltstein inbracht in de familie zu Waldeck und Pyrmont. Twee zonen van Christian Ludwig (de een uit het eerste, de ander uit diens tweede huwelijk) werden de stamvaders van respectievelijk de vorstelijke en de grafelijke tak.

## Vorstelijke tak

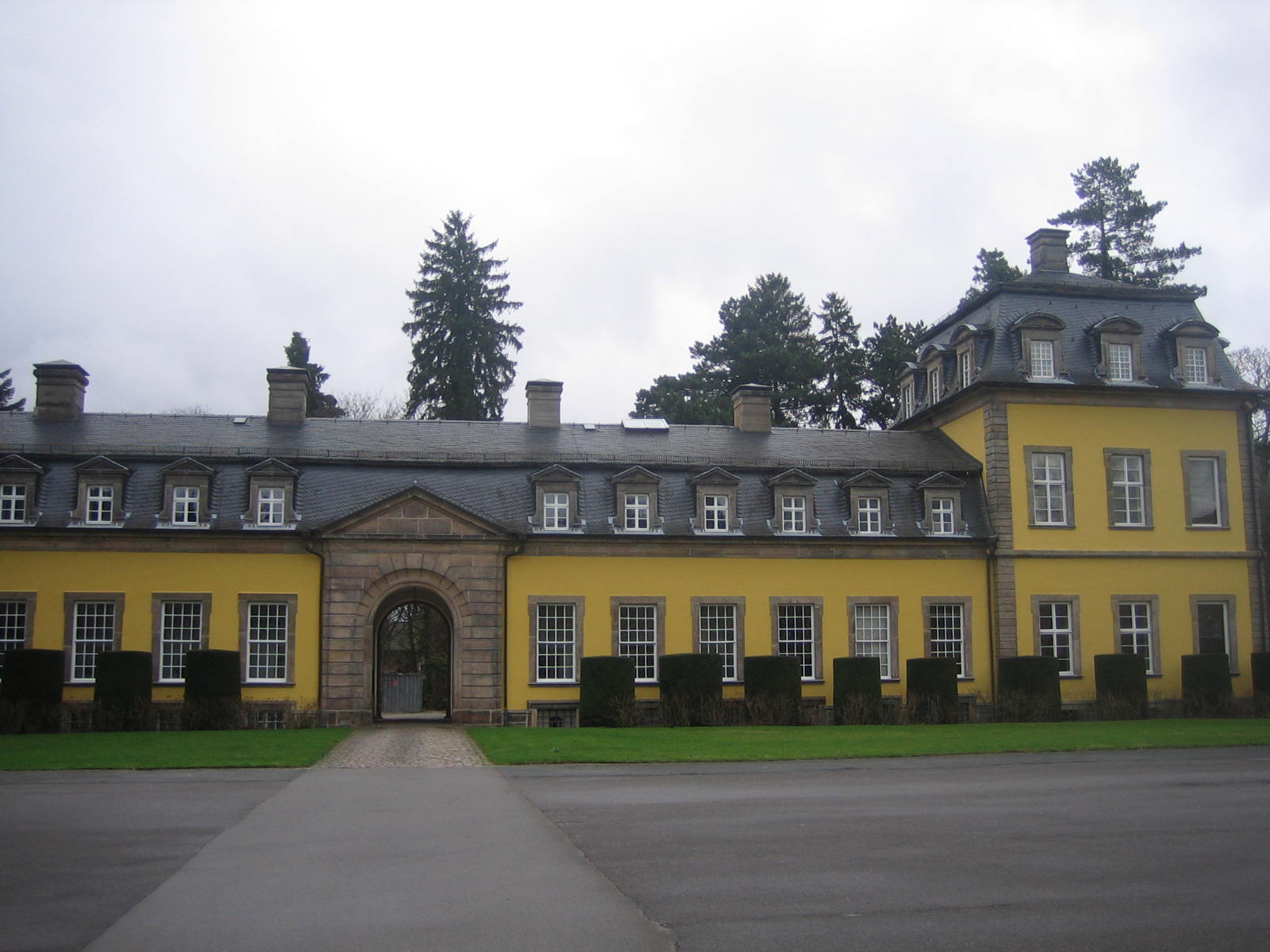
Gezicht op de zijvleugel van Schloss Arolsen

De stamreeks van deze tak begint met Friedrich Anton Graf zu Waldeck und Pyrmont (1676-1728) die in 1712 verheven werd in de Rijksvorstenstand. In 1807 trad George I van Waldeck-Pyrmont toe tot de Duitse Bond en werd Waldeck een souverein vorstendom. In 1918 deed Friedrich vorst zu Waldeck und Pyrmont (1865-1946) troonsafstand. Hoewel geen souverein vorstendom meer, voert zijn nageslacht nog wel de adellijke vorstentitel. Het stamslot van de vorstelijke tak is het nog immer door de familie bewoonde Schloss Arolsen. De leden van deze tak voeren de titel prins(es), met uitzondering van het hoofd van het huis die de titel vorst draagt; voor zover overeenkomstig de huiswetten geoorloofd dragen zij ook het predicaat "Zijne (Hare) Doorluchtige Hoogheid" ("Durchlaucht").

### Enkele telgen
Georg Viktor vorst zu Waldeck und Pyrmont (1831-1893), regerend vorst over het vorstendom Waldeck-Pyrmont
- Emma prinses zu Waldeck und Pyrmont (1858-1934); trouwde in 1879 met Willem III koning der Nederlanden (1817-1890)
- Friedrich vorst zu Waldeck und Pyrmont (1865-1946), laatste souverein vorst, deed in 1918 troonsafstand
  - Josias Fürst zu Waldeck und Pyrmont (1896-1967), nazi-Obergruppenführer
    - Wittekind Fürst zu Waldeck und Pyrmont (1936), huidig chef van het huis Waldeck
      - Carl-Anton Erbprinz zu Waldeck und Pyrmont (1991)

  - Max prins zu Waldeck und Pyrmont (1898-1981), officier
    - Marie-Louise Prinzessin zu Waldeck und Pyrmont (1930); trouwde in 1951 met Albrecht zu Castell-Castell (1925-2016), 3e vorst van Castell-Castell

## Grafelijke tak
De stamreeks van deze tak begint met Josias Graf zu Waldeck und Pyrmont (1696-1763), halfbroer van Friedrich Anton Graf zu Waldeck und Pyrmont (1676-1728). In 1774 erfde een nazaat een deel van het graafschap Waldeck-Gaildorf; dit graafschap ging in 1888 over als Standesherrschaft naar de (later Nederlandse) familie Bentinck. De leden van deze tak voeren de titel graaf (gravin); voor zover overeenkomstig de huiswetten geoorloofd dragen zij ook het predicaat "Zijne (Hare) Doorluchtigheid" ("Erlaucht"). De grafelijke tak staat op uitsterven.

### Enkele telgen
Josias Wilhelm Leopold Graf von Waldeck-Bergheim (1733-1788)
- Karl Graf von Waldeck zu Bergheim (1778-1849)
  - Caroline Mechthild Emma Charlotte Christine Louise Gräfin zu Waldeck und Pyrmont (1826-1899); trouwde in 1846 met Carel Anton Ferdinand Graf von Bentinck, heer van Middachten (1792-1864)
    - Wilhelm Carl Philipp Otto Graf von Bentinck und Waldeck-Limpurg, heer van Middachten en Gaildorf (1848-1912), legatiesecretaris; trouwde in 1877 met Maria barones van Heeckeren van Wassenaer, vrouwe van Weldam, enz. (1855-1912)
      - Frederick Charles Henry graaf van Aldenburg Bentinck, heer van Gaildorf, Middachten en Kernheim (1880-1958); trouwde in 1923 met de Nederlandse jkvr. Adrienne Vegelin van Claerbergen (1891-1982), lid van de familie Vegelin van Claerbergen
        - Isabelle Adrienne gravin van Aldenburg Bentinck, vrouwe van Middachten en Gaildorf (1925-2013)

      - Isabelle Gräfin Bentinck, vrouwe van Weldam (1889-1981); trouwde in 1914 met Wilhelm Graf zu Solms-Sonnenwalde (1886-1981)
        - Alfred Graf zu Solms-Sonnenwalde, heer van Weldam, Wegdam, Olidam en Kevelham (1932-2022), bewoner van kasteel Weldam

    - Carl Reinhard Adalbert Graf von Aldenburg Bentinck (1853-1934); trouwde in 1878 met zijn nicht Helene Agnes Alexandrine Amelie Caroline Gräfin zu Waldeck und Pyrmont (1859-1942)

  - Adalbert Wilhelm Karl Graf zu Waldeck und Pyrmont (1833-1893)
    - Helene Gräfin zu Waldeck und Pyrmont (1859-1942); trouwde in 1878 met haar neef Carl Reinhard Adalbert Graf Bentinck (1853-1934)
      - Marie Amelie Mechteld Agnes Gräfin von Aldenburg Bentinck, vrouwe van Twickel, Wassenaar, Zuidwijk, Lage, Dieren, Nettelhorst en Borculo (1879-1975); trouwde in 1922 met Rodolphe Frédéric baron van Heeckeren van Wassenaer, heer van Twickel, Wassenaar, enz. (1858-1936)

    - Georg Wilhelm Heinrich Karl Graf zu Waldeck und Pyrmont (1876-1966)
      - Ilse-Marie Anna Margareta Gräfin zu Waldeck und Pyrmont (1941), laatste telg van de grafelijke tak

  - Richard Kasimir Alexander Graf zu Waldeck und Pyrmont (1835-1905), erfde van zijn oom Gaildorf dat in 1868 overging naar zijn zus Mechtild (1826-1899) waarna het in de familie Bentinck kwam
- Georg Friedrich Karl zu Waldeck und Pyrmont (1785-1826), erfde in 1816 het Herrschaft Limpurg-Gaildorf en noemde zich sindsdien Graf von Waldeck-Pyrmont und Limpurg-Gaildorf; hij stierf kinderloos waarna Gaildorf overging naar zijn neef Richard